# 超高速!参勤交代
『超高速!参勤交代』（ちょうこうそく さんきんこうたい、英称：Samurai Hustle）は、江戸時代の参勤交代を題材にした土橋章宏作の脚本。2011年に第37回城戸賞を全審査員満点で受賞し、土橋自身により小説化され2013年に講談社から刊行、2014年に松竹の製作・配給で映画化され第38回日本アカデミー賞最優秀脚本賞、第57回ブルーリボン賞作品賞を受賞した。
2015年に続編小説『超高速!参勤交代 老中の逆襲』が刊行され、2016年には続編映画『超高速!参勤交代 リターンズ』が公開された。

## あらすじ
江戸時代、8代将軍・徳川吉宗治世下の享保20年（1735年）。陸奥国磐城の小藩・湯長谷藩の藩主・内藤政醇は、1年間の江戸での勤めを終えて湯長谷に帰国した。ところが、それから間もなく江戸屋敷に居るはずの江戸家老・瀬川が、江戸幕府老中・松平信祝の命令を携えて政醇の前に現れる。その命令とは、帰国を果たしたばかりの政醇に対し、湯長谷藩が所有する金山の調査結果に疑義があるため、事情説明のために「5日のうちに再び参勤せよ」というもの。無理難題をふっかけて湯長谷藩を取り潰し、金山を手に入れようとする信祝の謀略だったのだ。
石高1万5,000石の湯長谷藩には4年前の飢饉の影響もあって蓄えがなく、参勤するための費用がない。家臣たちからは「幕府に直訴する」「賄賂を贈って許しを乞う」など意見が二分して話がまとまらない。これに対し、政醇は家臣と領民を守るために、あえて理不尽な参勤を受け入れることに決め、家臣一の智恵者である家老・相馬兼嗣に意見を求めた。相馬は、少人数で山中を走り抜け、幕府の役人の監視のある宿場のみ日雇い中間を揃えて大名行列を組むという案を挙げ、早速準備に取り掛かった。その日の夜、政醇と相馬のもとに、一匹狼の忍び・雲隠段蔵が現れ、「自分を山中の道案内人として雇ってくれ」と言い出した。胡散臭い段蔵をいぶかしむ相馬に対し、政醇はあっさり快諾し、一行に加えることにした。翌日、政醇以下の湯長谷藩一行総勢8人は、段蔵の先導の元、江戸に向けて出発した。一方、政醇が参勤することを知った信祝は湯長谷藩一行を亡き者にすべく、配下の忍び衆を刺客として差し向けた。
高萩宿を無事に切り抜けた政醇たちは日雇い中間たちと別れ、段蔵の案内で山中を走り抜ける。その夜、野宿する政醇一行を殺しに公儀隠密の夜叉丸と虎之助が忍び寄るが、段蔵は2人の前に姿を現し、「明日、礼金を受け取ったら逃げるつもりだから、それまで待て」と依頼する。政醇は褒美として家宝の短刀を段蔵に渡し、相馬が手配した馬に乗って単身牛久宿へ向かう。相馬たちとの待ち合わせ場所の宿「鶴屋」に到着した政醇は、そこで他の飯盛り女と揉めて折檻を受けていたお咲を見つけ、自分の部屋に呼び介抱する。「金のため親に売られた」と話すお咲に対し、政醇は厳しい乳母に育てられた自身の境遇を重ね、心を通わせていく。
その頃、相馬たちは廃寺で夜を過ごしていたが、悪夢にうなされた相馬は水を飲みに行った井戸に誤って落ちてしまう。そこに夜叉丸ら忍び衆が現れて一行に襲い掛かる。礼金を受け取った段蔵はすでに姿を消しており、身軽に走るために刀槍を持っていなかった湯長谷藩一行は逃げ出し、谷川に落ちてしまう。相馬たちを尻目に、段蔵は受け取った礼金で豪遊していたが、その礼金が金銀ではなく古く錆び付いた銭ばかりなのを目にし、政醇たちを見捨てたことを後悔する。翌日、川岸に辿り着いた湯長谷藩一行は、自分たちのいる場所が牛久宿の一つ先の藤代宿だと知り、政醇とは江戸で合流することに決め、後から追い着いて来た相馬と共に江戸に向かう。その頃、幕府の役人に追われた政醇はお咲を連れて江戸に向かい、途中で夜叉丸に見付かり殺されそうになるが、そこに段蔵が駆けつけて命を救われる。
江戸の手前の取手宿に到着した相馬たちだったが、予定日を過ぎていたため、手配していた日雇い中間たちが全員帰ってしまう。途方に暮れ、刀を持たず切腹もできない相馬たちの前に、内藤本家の磐城平藩・内藤政樹の行列が通りかかり、「飢饉の時に援助してもらったお礼」として行列を「湯長谷藩の行列」として提供してもらう。無事に取手宿を通り抜け、行く手に現れた伊達家の行列を飛脚に扮してかわした相馬たちは江戸へ入り、湯長谷藩江戸屋敷にたどり着く。
期限当日。江戸に入った政醇・お咲・段蔵に忍び衆の集団が襲い掛かる。そこへ江戸屋敷の家臣たちを引き連れた相馬たちが加勢に現れ、激しい斬り合いになる。政醇は急いで江戸城に向かい、大手門で待ち構えていた信祝と老中首座・松平輝貞ら幕閣と対面する。幕閣の前で政醇は、「湯長谷藩の金山から取れるのは、『慌て者の金』と呼ばれる鉄(くろがね)の一種 」と明かし、これを聞いた輝貞は、「不確かな情報で騒ぎを起こした」として信祝を罷免する。怒り心頭の信祝はこのままでは終わらないと憎憎しげに毒づきながら、ひとまずその場を去るのだった。
騒動の終結後、段蔵は礼金を政醇に返して立ち去り、政醇はお咲を側室に迎える。そして江戸行きの片道分しか資金を用意していなかったため、一同は再び駆け足で磐城への帰途に就くのだった。

## 登場人物

### 湯長谷藩の人々
現在の福島県いわき市内に実在した藩。磐城平藩の支藩で石高は一万五千石
内藤政醇（ないとう まさあつ）※1、リターンズ
演：佐々木蔵之介
主人公。湯長谷藩4代藩主。根っからのお人よしで、気前が良すぎて相馬によく小言を言われるが、後でそれが危機を救うこととなる。家来や民百姓にも磐城訛り丸出しで気軽に話しかける一方、将軍・老中にも構わず直言できる頼れる殿様。好物は湯長谷で獲れた大根の漬物。幼少期のトラウマで閉所恐怖症がある。抜刀術の名手で、山彦の術を特技に持つ。
相馬兼嗣（そうま かねつぐ）※1、リターンズ
演：西村雅彦
湯長谷藩家老。藩随一の知恵者で政醇や家来衆からの信頼も厚い。貧乏な藩の財政を担うがゆえに、銭勘定にはやたらとうるさい。投宿した廃寺の井戸に落ちて一行とはぐれてしまい、再会した時には落武者と見まがうほどのボロボロな姿になっていた。
荒木源八郎（あらき げんぱちろう）※1、リターンズ
演：寺脇康文
武具奉行。家来衆のリーダー。剣術が巧みで先頭きって戦う。怒りっぽい性格なため、秋山と衝突することが多い。敵に立ち向かう際の口上は、「我らは武芸百般を極めし雄藩。お前らのような野良侍とは違う！」。
秋山平吾（あきやま へいご）※1、リターンズ
演：上地雄輔
祐筆。冷静で理論派。今回の参勤交代には反対だったが、殿(内藤政醇)に請われて一行に加わる。最終戦で忍び衆の中に単身突っ込んで障害物を押しのけるが、斬られて重傷を負う。碁好き。
鈴木吉之丞（すずき よしのすけ）※1、リターンズ
演 ：知念侑李（Hey! Say! JUMP）
側用人。弓の名人。高所恐怖症なのが玉にキズ。一行の中で彼のみ磐城弁をしゃべらない。読書好き。
増田弘忠（ますだ ひろただ）※1、リターンズ
演：柄本時生
馬廻。二刀流を操る。動物と仲が良く、政醇の飼い猿・菊千代の世話をしている。敵に立ち向かう際の口上は、今村に続いて「飛んで火に入る夏の虫とは、貴様らの事だ！」。
今村清右衛門（いまむら せいえもん）※1、リターンズ
演 ：六角精児
膳番。槍(皆朱の槍 を持つ)に秀でるが腹も出ている。隠密の夜襲に遭ったときは包丁で立ち向かった。敵に立ち向かう際の口上は、荒木に続いて「我らは一人一人が一騎当千、そのような人数で来るとは、片腹痛いわ！」。
瀬川安右衛門（せがわ やすえもん）※1、リターンズ
演：近藤公園
江戸家老。江戸からの知らせを持ち帰る。一行より先に出発し道中の支度をする。
福田弥之助（ふくだ やのすけ）※リターンズ
演：橋本じゅん
次席家老

### 一行を支える人々
お咲（おさき）※1、リターンズ
演：深田恭子
牛久の旅籠「鶴屋」の飯盛女。幼いころに口減らしのために売られ、口汚い「山猫のような娘」（鶴屋の女将評）だが、内面は乙女。客となった政醇を貧乏浪人だと思っていた。家紋から政醇がお尋ね者と気づくが、優しさにほだされ匿う。後に政醇の側室として迎えられる。
雲隠段蔵（くもがくれ だんぞう）※1、リターンズ
演：伊原剛志
かつては東国一と言われた戸隠流の抜け忍。湯長谷に湯治に来たところ隠密どもから話を聞きつけ、山中の案内役を買って出る。寝込んだ一行から有り金を奪い姿を消すが、その金が床下からかき集めたような古銭ばかりと気づき、一行を助けることにする。酒好きだが、オオカミと甘いものが苦手。
琴姫（ことひめ）※1、リターンズ
演：舞羽美海
江戸屋敷に住んでいる政醇の妹。家中のアイドル的存在。秋山とは相思の仲。
荒木富江（あらき とみえ）※リターンズ
演：富田靖子（特別出演）
荒木源八郎の妻。

### 江戸幕府の人々
松平信祝（まつだいら のぶとき）※1、リターンズ
演：陣内孝則（特別出演）
両作における全ての黒幕。老中首座の位と湯長谷の金山を狙い暗躍する（が、それらはあくまである野望のための一環であった）。傲岸不遜な男で、将軍家に大根の漬物を献上した政醇を田舎者と蔑んでいる。湯長谷藩の金山の情報をもたらした隠密を情報秘匿のため、いきなり切り捨てる等の行動から、隠密たちからも内心よく思われていない。蘭丸という九官鳥を飼っており、瀬川にはそのエサを食べるよう強要した。
松平輝貞（まつだいら てるさだ）※1、リターンズ
演：石橋蓮司
老中首座で信祝の伯父。お咲に罵倒されても、それを受け止めて謝れる度量の持ち主。
夜叉丸（やしゃまる）※1
演：忍成修吾
信祝に仕える隠密の頭。甲賀流。クナイ投げが得意。段蔵と一騎討ちの末倒される。
高坂小太郎（たかさか こたろう）※1
演：冨浦智嗣
服部流の隠密。女装している。山中で政醇とお咲を襲うが、信祝からの使者に変装した段蔵に斬られる。
虎之助（とらのすけ）※1
演：和田聰宏
服部流の隠密。山中で政醇とお咲を襲うが、政醇に斬られる。
諸坂三太夫（もろさか さんだゆう）※リターンズ
演：渡辺裕之
尾張の柳生。敵に対しても礼儀正しく、引き際を心得ている。
森極蔵（もり きょくぞう）※リターンズ
演：中尾明慶
大岡忠相（おおおか　ただすけ）※リターンズ
演：古田新太
吉宗が信頼を寄せている南町奉行。信祝を斬ろうとしていた秋山を奉行として一旦咎める。しかし幕閣たちが暗殺された事件に信祝が絡んでいると睨んでおり、秋山と共に捜査を行う。全ての証拠を掴んだ後、輝貞、秋山と共に信祝の捕縛に向かう。
徳川吉宗（とくがわ よしむね）※1、リターンズ
演：市川猿之助
8代将軍。信祝の不正を見抜くため、讒言をうのみにすると見せかけて湯長谷藩に参勤を申し付ける。成功できなかった場合には「自分の周りに弱いものはいらぬ」として冷徹に取り潰す腹積もりであったが、首尾よく参勤を成し遂げた政醇を称揚し「政をおろそかにして磐城の土を殺してはならぬ、とこしえにな」と声をかけた。政醇から献上された大根の漬物がお気に入りである。

### その他の人々
内藤政樹（ないとう まさき）※1
演：甲本雅裕
本家筋にあたる磐城平藩の藩主。雇った行列に逃げられ腹を切ろうとしていた相馬たち一行と偶然出会い、以前の飢饉の際、政醇に米俵をいくつも贈られて助けられた恩義があった事もあり、自身の大名行列を貸す。
徳川宗翰（とくがわ むねもと）※1
演：前田旺志郎
徳川御三家・水戸藩の幼い主。八幡参りの帰りに政醇の一行とすれ違う。湯長谷の大根の漬物をとても気に入っている。
茂吉（もきち）※1、リターンズ
演：神戸浩
湯長谷で大根を作る農民。妻ととに政醇とは親しい仲。映画版では本編の語りも担当する。

## 小説
2013年9月27日に講談社らくらく本シリーズから刊行、加筆・訂正を経て2015年4月15日に講談社文庫より文庫化された。
続編『超高速!参勤交代 老中の逆襲』が2015年9月25日に講談社らくらく本シリーズから刊行、加筆・訂正を経て『超高速!参勤交代 リターンズ』と改題し2016年6月15日に講談社文庫より文庫化された。

### 書籍情報
講談社〈らくらく本〉
- 超高速!参勤交代 2013年9月27日発売 ISBN 978-4-0629-5301-6
- 超高速!参勤交代 老中の逆襲 2015年9月25日発売 ISBN 978-4-0629-5309-2

講談社〈講談社文庫〉
- 超高速! 参勤交代 2015年4月15日発売 ISBN 978-4-0629-3063-5
- 超高速!参勤交代 リターンズ（『超高速!参勤交代 老中の逆襲』改題） 2016年6月15日発売 ISBN 978-4-0629-3408-4

ほか、映画版のノベライズが青い鳥文庫より時海結以著により発売される。

## 映画
2014年6月21日に全国252スクリーンで公開。監督は第37回城戸賞の審査員を務めていた本木克英。主演には佐々木蔵之介や深田恭子がキャスティングされた他、サルの菊千代やGIレース出走馬のシャコーグレイドが出演している。
続編となる『超高速!参勤交代 リターンズ』が2016年9月10日に公開された。

### スタッフ
- 製作総指揮 - 大角正
- 企画 - 深澤宏
- プロデューサー - 矢島孝
- 監督：本木克英
- 脚本：土橋章宏
- 音楽：周防義和
- 主題歌：塩ノ谷早耶香「Like a flower」
- 撮影：江原祥二
- 照明：林利夫
- 美術：倉田智子
- 録音：山本研二
- 整音：岸田和美
- 編集：川瀬功
- 製作・配給：松竹
- 製作プロダクション：松竹撮影所
- 製作：「超高速!参勤交代」製作委員会（松竹、テレビ東京、博報堂、ケイファクトリー、松竹ブロードキャスティング、講談社、キングレコード、福島民報社）

### 制作
2013年9月2日に松竹撮影所でクランクインした後、兵庫県、福井県、山形県、静岡県などでロケを行い、同年10月9日にクランクアップした。湯長谷城には篠山城跡を使用している。
2015年8月31日には続編の製作が発表され、タイトルが『超高速!参勤交代 リターンズ』となった。

### プロモーション
舞台となった湯長谷藩が置かれていた福島県いわき市では、映画に関連した地域おこしが試みられている。また、PRの一環として、いわき市の観光課スタッフと市民7名が、6月16日から5日間かけて東京まで歩き、21日の舞台挨拶に登場した。

### 封切り
『Samurai Hustle』と題して9月12日から14日にかけてハリウッドで開催される映画祭「LA EigaFest 2014」に出品され、9月13日に公式上映された。
21日・22日の2日間に16万528人を動員し、興行収入は2億90万2800円で初登場で2位にランクインした（実写映画1位）。時代劇でありながら中高年層だけでなく、親子連れや若い女性など幅広い層からの支持を受けている。続く公開第2週でも2位にランクインし、興行収入は6億3239万4000円、観客動員数も52万人に達し、公開第3週には興行収入が10億9367万3100円となった。
続編『超高速!参勤交代 リターンズ』は10・11日の2日間で動員17万2000人、興収2億800万円で4位にランクイン。最終興収は11.6億円となった。

### 受賞歴
- 第38回日本アカデミー賞[17]
  - 最優秀脚本賞（土橋章宏）
  - 優秀監督賞（本木克英）
  - 優秀主演男優賞（佐々木蔵之介）
- 第57回ブルーリボン賞[2]
  - 作品賞
- 第19回日本インターネット映画大賞
  - 日本映画部門作品賞

### 関連商品
音楽
- 超高速!参勤交代 オリジナル・サウンドトラック（CD） 2014年6月11日発売 全26曲
- 超高速!参勤交代リターンズ オリジナル・サウンドトラック（CD） 2016年9月7日発売 全25曲

映像
- 超高速!参勤交代超高速!参勤交代（DVD） 2014年11月12日発売
- 超高速!参勤交代（Blu-ray Disc） 2014年11月12日発売
- 超高速!参勤交代 豪華版 3枚組（DVD・Blu-ray Disc） 2014年11月12日発売
- 超高速!参勤交代リターンズ（DVD） 2017年2月7日発売
- 超高速!参勤交代リターンズ（Blu-ray Disc） 2017年2月7日発売
- 超高速!参勤交代リターンズ 豪華版 3枚組（DVD・Blu-ray Disc） 2017年2月7日発売

小説
- 超高速!参勤交代 映画ノベライズ（書籍） 2016年9月1日発売